# Skjaldarey
Skjaldarey är en ö i republiken Island. Den ligger i den västra delen av landet, 120 km norr om huvudstaden Reykjavík.
Terrängen på Skjaldarey är platt. Öns högsta punkt är 13 meter över havet.